# Музей Средневековья (Стокгольм)
Музей Средневековья (швед. Medeltidsmuseet) — музей в Швеции, расположенный в Стокгольме на острове Хельгеандсхольмен.
C 6 ноября 2023 года музей закрыт для посетителей в связи с переездом в помещения бывшего здания фондовой биржи (Börshuset) на северной стороне площади Стурторьет в Гамла Стане.

## Общее описание
Музей Средневековья появился в результате обширных археологических раскопок, проводившихся в 1978—1980 годах в связи с перестройкой здания Риксдага. Среди обнаруженного была часть городской стены, возведённой в 1530-х годах в правление Густава Васы, а также средневековый дом призрения, носивший название Дома Святого Духа (Helgeandshuset), от которое и произошло название острова.
Бо́льшая часть музея расположена ниже уровня земли, вход находится с террасы Стрёмпартере (Strömparterre) под мостом Норрбру.

### График работы и стоимость на 2013 год
Годовой билет 100 крон, действителен также для Городского музея Стокгольма.
Вт.- сб.: с 12 до 17,
Вс.: с 12 до 19,
понедельник – выходной.
В 2015 году вход свободный.

## Интересный факт
В 1988 году Музей Средневековья был удостоен европейской премии «Музей года».